# 梅田ピカデリー
梅田ピカデリー（うめだピカデリー）は、大阪市北区太融寺町にあった映画館（梅田ピカデリー1・2・3・4）の総称。
松竹株式会社が経営・運営する映画館。大阪北地区における松竹東急系のチェーンのチェーンマスター的存在であった。

## 概要
1980年（昭和55年）3月1日にオープンした梅田松竹会館（現・プラザ梅田ビル）内にあった。チケット売場は1階にあり、上映作品のチケットはすべて購入可能であった。
2011年（平成23年）1月16日をもって閉館した後、大阪ステーションシティシネマに移転する。

### 商業施設の入居
2012年（平成24年）4月14日、梅田ピカデリー1のあったプラザ梅田ビル9階から11階部分に「梅田クラブクアトロ」が開館（心斎橋パルコの8階に入居していた「心斎橋クラブクアトロ」が、同館の閉館・建て替えを受けて移転したもの）。
11月17日、梅田ピカデリー2のあった8階部分に大阪プロレスの新会場として「ナスキーホール・梅田」がオープンした。
2013年（平成25年）5月1日、梅田ピカデリー3のあった5階部分に池田呉服座が運営する大衆演劇の劇場「梅田呉服座」が開場。

## システム
2003年（平成15年）からは、全席指定・定員入替制となった。そのため、1階のチケット売場で購入できる前売券・株主券などの券は、当日券（時間指定券）に引き替えてから、各劇場に入場するシステムになった。

## 各館の特徴

### 梅田ピカデリー1
ビルの10階。定員605人。常に、大作の松竹東急系洋画作品が上映された。丸の内ピカデリー1系のチェーンである。
- 代表作：『1941』（オープニング上映作品）、『ハリー・ポッター』シリーズ、『ロード・オブ・ザ・リング』シリーズ、『パイレーツ・オブ・カリビアン』シリーズ、『ナルニア国物語』シリーズ、『機動戦士ガンダム 逆襲のシャア』ほか

### 梅田ピカデリー2
ビルの8階。定員455人。やや、味のある洋画と邦画を中心に上映された。丸の内ピカデリー2系のチェーン。
- 代表作：『風の谷のナウシカ』、『ベイブ』シリーズ、『ファインディング・ニモ』、『隠し剣 鬼の爪』、『チャーリーとチョコレート工場』、『武士の一分』、『東京タワー 〜オカンとボクと、時々、オトン〜』、『怪談 KWAIDAN』、『母べえ』、『最高の人生の見つけ方』、『幸せの1ページ』、『おとうと』 ほか

### 梅田ピカデリー3
ビルの5階。定員403人。オープン時は「梅田ロキシー」の名で単館ロードショーあるいは2本立て名画座として作品が選ばれていた。ピカデリー1と同様、常に大作の松竹東急系洋画作品が上映された。丸の内ルーブル系のチェーンをメインとしているが、味のある他系列チェーンの邦画も上映することがあった。
かつてピカデリー3は東劇系のチェーンだったが、同じ梅田地区にある「梅田東映会館」の老朽化による閉鎖およびシネマコンプレックス「梅田ブルク7」のオープンのため、同ビル内にある「梅田東映パラス」の持っていた丸の内ルーブル系のチェーンを引き継いだ。
- 代表作：『マッドマックス2』、『愛と青春の旅だち』、『フラッシュダンス』、『ブレア・ウィッチ・プロジェクト』、『ハリー・ポッター』シリーズ（ピカデリー3では第2作『秘密の部屋』以降）、『ギャング・オブ・ニューヨーク』、『マトリックス・リローデッド』、『マトリックス・レボリューションズ』、『トロイ』、『キング・アーサー』、『ポーラー・エクスプレス』、『オーシャンズ12』、『アビエイター』、『ザスーラ』、『ブレイブストーリー』、『手紙』、『ディパーテッド』、『アイ・アム・レジェンド』、『銀幕版 スシ王子! 〜ニューヨークへ行く〜』、『僕の彼女はサイボーグ』、『スピード・レーサー』、『火垂るの墓(実写)』、『次郎長三国志』、『シネマ歌舞伎 人情噺文七元結』 ほか

### 梅田ピカデリー4
ビルの3階。定員455人。洋画と邦画が交互に上映された。丸の内ピカデリー3系のチェーンである。かつては梅田松竹という邦画専用館だったが、邦画不振による、興行方針の変更により1999年（平成11年）6月、丸の内松竹が丸の内プラゼール（後の丸ピカ3）に館名変更したのに合わせ、梅田ピカデリー4になった。
- 代表作：『男はつらいよ』シリーズ（第25作『寅次郎ハイビスカスの花』から最終作『寅次郎紅の花』まで）、劇場版「必殺シリーズ」（中村主水篇の6作と『三味線屋・勇次』）、『バカヤロー!』シリーズ（全4作）、『釣りバカ日誌』シリーズ（全20作+特別篇2作）、『学校』（4部作）、『転校生』、『蒲田行進曲』、『座頭市（1989）』、『遠き落日』、『シュート!』、『忠臣蔵外伝 四谷怪談』、『マークスの山』、『EAST MEETS WEST』、『鬼平犯科帳』、『ノッティングヒルの恋人』、『御法度』、『アナザヘヴン』、『ダンサー・イン・ザ・ダーク』、『ショコラ』、『たそがれ清兵衛』、『壬生義士伝』、『シカゴ』、『座頭市(2003)』、『天国の本屋〜恋火』、『SHINOBI -HEART UNDER BLADE-』、『SAYURI』、『ミュンヘン』、『ベオウルフ/呪われし勇者』、『子ぎつねヘレン』、『ダークナイト』、『おくりびと』 ほか

最末期は全スクリーンともサラウンドEXに対応。DTSは1と3のみ対応した。